# ケロブラスター
『ケロブラスター』（Kero Blaster）は、日本のインディーゲームクリエイターである開発室Pixel（天谷大輔）が開発しPLAYISMより発売された2D横スクロールアクションゲーム。
2014年5月11日にMicrosoft Windows/iOS用ソフトとして配信され、2017年4月11日にPlayStation 4版が、2018年8月23日にはNintendo Switch版が、2021年12月24日にはAndroid版が配信された。
本項では『ケロブラスター』の動作確認用のゲーム「ピンクアワー」とその続編「ピンクヘブン」についても解説する。

## 内容
主人公はキャットアンドフロッグ社(C&F社)で働くカエルの会社員で、作中では「大そうじ」という名の仕事をしている。開発室Pixelの過去作品である『洞窟物語』では倒した敵から得た経験値でレベルアップするのに対し、本作は敵から得た金銭でライフを購入したり、武器を強化する方式をとっている。
「ノーマルモード」は、「大そうじ」の仕事を通じて謎の負の遺産という敵を倒していく内容である。一方、2015年10月11日配信のアップデートで追加された「残業モード」では、社員旅行を間近に控えた主人公が自分の残業を片付けていく。どちらのモードも最終ステージ以外どこにあるかは不明。
| ステージ名     | 備考                                                                        |
| -------------- | --------------------------------------------------------------------------- |
| 荒野           | バグステージがある。                                                        |
| 緑の多いところ | 終盤では鳥が多数出現する。 残業モードではショップの近くにハチが大量に出現。 |
| ◯✕ホテル       | ホテルが舞台のステージ。 バグステージがある。                               |
| ホワイト研究所 | 研究所のステージ。機械がたくさんある。 バグステージがある。                 |
| ヘキチ高原     | 雪原のステージ。                                                            |
| トレイン駅     |                                                                             |
| 帰社           | 「ノーマルモード」、「オマケモード」における最終ステージ                    |
| 目的地         | 「残業モード」における最終ステージ                                          |

本編クリア後に満足したか問われ、いいえを押すと「オマケモード」に突入する。いずれも「時間軸が崩壊しており、表示される時計が狂っている」「『クロブラスター』という武器を入手できる」という共通点があるが、ノーマルモード後と残業モード後では若干内容が異なる。「残業モード」後の「オマケモード」の場合、「クロブラスター」を入手するには全3ステージのバグステージをクリアする必要がある。また、最後のバグステージが終わると本編に登場したキャラの名前が明かされる。これはどちらのモード後も共通だが最後のステージに来るとボスラッシュに挑戦できる。

## 経緯
中心人物である開発室Pixelこと天谷大輔は新規プロジェクトとしてrockfishを立ち上げたがうまく行かず、中断し、「あざらし」の開発を始め、完成した後、rockfishの開発に取り掛かった。しかし、開発が難航したため、仕切り直しとして新たな作品の開発を始めた。この時点では「ゲロブラスター」という題名だったが、レストランでうどんを待っている時にこの作品について話していたところ、近くにいた子供から「お店でゲロ（吐しゃ物）の話は良くない」との指摘を受け、「ケロブラスター」に変更した。
天谷がNintendo Switch限定盤パッケージの販売元である「1printgames」との対談の中で語ったところによると、主人公である「カエル」の原型となるキャラクターは2000年に存在していたという。
天谷は操作性の研究のため、友人から勧められたスマートフォン向け作品を遊ぶ中で、バーチャルパッドはプレイ時の指の状態で操作感が変動することに気づいた。また、十字キーを模した操作体系を採用した場合、プレイヤーが画面に指を乗せたまま操作しようとするため、これもよくないと感じていた。このことは、本作の操作体系の設立の参考となった。一方、天谷はステージクリア型を採用したのは自分が遊んだゲームボーイアドバンス用ソフト『メトロイドゼロミッション』の影響があるかもしれないと「Game*Spark」とのインタビューの中で話している。
音楽は天谷が自分で制作したピストンコラージュを使用している。グラフィックはedge2を使用している。(グラフィックはエンディングに記載)

## ピンクアワーとピンクヘブン
「ピンクアワー」は、『ケロブラスター』の発売1か月前に無料で公開された『ケロブラスター』のスピンオフ兼動作確認用のゲームという位置づけにある。C&F社で働くコモモが大事な書類を探す内容であり、書類をやぶってしまったか否かでエンディングが変化する。
「ピンクアワー」の続編「ピンクヘブン」は『ケロブラスター』のスピンオフ兼体験版的なゲームであり、転送装置で雲の上に飛ばされてしまったコモモが、ショップで働くツバサさんがUFOで連れ去られたので、助けに行く内容である。ステージは2つあり、選択によってエンディングが変化する。